# Cerkiew św. Dymitra w Żurawnikach
Cerkiew św. Dymitra – prawosławna cerkiew w Żurawnikach, do 27 stycznia 2019 r. w dekanacie marianowskim eparchii wołyńskiej Ukraińskiego Kościoła Prawosławnego Patriarchatu Moskiewskiego, następnie w jurysdykcji Kościoła Prawosławnego Ukrainy.
Cerkiew ufundował na początku XX wieku właściciel miejscowych dóbr, Rafaił de Bossalini razem z żoną Kateryną. Budynek zastąpił starszą drewnianą cerkiew Poczęcia św. Anny, będącą w złym stanie technicznym i niewystarczającą dla potrzeb parafii. Budowę świątyni ukończono w 1905.